# Jacques Pagan
Pour les articles homonymes, voir Pagan.
Jacques Pagan, né le 17 juillet 1942 à Genève (originaire du même lieu), est une personnalité politique suisse, membre de l'Union démocratique du centre.
Il est conseiller national de fin 2003 à fin 2007.

## Biographie
Jacques Pagan naît le 17 juillet 1942 à Genève. Il en est également originaire.
Avocat de profession, il travaille de 1973 à 1980 comme juriste pour le département de l'économie publique du canton de Genève, où il est chargé de la Lex Furgler, qui vise à limiter l'achat de biens immobiliers par des étrangers. Il rejoint ensuite l'étude du conseiller national radical genevois Henri Schmitt.
Il a le grade d'appointé à l'armée.
Il est célibataire.

## Parcours politique
Il est d'abord membre du Parti libéral, avant de rejoindre l'Union démocratique du centre (UDC) en 1987.
Il est président de l'UDC genevoise de fin 1999 à novembre 2005, où il est remplacé par André Reymond. Il est élu en 2001 au Grand Conseil du canton de Genève. Il en démissionne en 2006.
Il est également membre Conseil national de 2003 à 2007, après avoir échoué de peu à décrocher un siège en 1999. Il y siège au sein de la Commission des affaires juridiques (CAJ) et de la Commission judiciaire (CJ).
Le 19 octobre 2008, il est élu à l'Assemblée constituante de Genève, sur la liste UDC-Genève.